# Боргатело
Боргатело (итал. Borgatello) је насеље у Италији у округу Сијена, региону Тоскана.
Према процени из 2011. у насељу је живело 274 становника. Насеље се налази на надморској висини од 248 м.